# Triepeolus saturninus
Triepeolus saturninus là một loài Hymenoptera trong họ Apidae. Loài này được Cockerell & Sandhouse mô tả khoa học năm 1924.